# Mute Records
Mute Records – brytyjska wytwórnia płytowa, założona w Londynie w 1978 r. przez Daniela Millera w celu wydania jego singla Warm Leatherette pod pseudonimem The Normal. Zajmuje się muzyką z kręgu elektronicznego popu, rocka alternatywnego czy industrialu. Do największych gwiazd tej wytwórni należą Depeche Mode, Erasure, Nick Cave, Einstürzende Neubauten, Throbbing Gristle, Laibach, The Residents, Butthole Surfers, Moby, Goldfrapp.
10 maja 2002 Mute Records została zakupiona przez koncern EMI, co jest rozszerzeniem ponad 15-letniego porozumienia licencyjnego Mute z wytwórnią Virgin. Była to transakcja zabezpieczająca przyszłość Mute, które w latach 90. przeżywało trudności finansowe. Dopiero sukcesy Moby’ego umożliwiły wytwórni przystąpienie do tej umowy.
Założony w 1991 pododdział firmy: novamute, specjalizuje się w muzyce elektronicznej i techno.

## Filie wytwórni na świecie
- Niemcy

## Zespoły i soliści, których płyty wydaje Mute

### 0-9
- 1st Bass
- 2K
- 2nd Gen
- 3mb Feat. „Magic” Juan Atkins
- 3 Phase

### A
- Acid Casuals
- A.C. Marias
- A.C. Temple
- Add N To (X)
- Afghan Whigs
- Aftrax
- Aircom
- Andrei Samsonov
- Andrew Fletcher
- Anita Lane
- Appliance
- Armed Response
- Arrid
- Arsenal
- Assembly, The (1983)

### B
- Balanescu Quartet
- Band Of Susans
- Barry Adamson
- Beme Seed
- Beyer and Lenk featuring Tiga
- Big Black (1982–1987)
- Big Stick
- Blue Humans
- Blues Explosion
- Blunted Boy Wonder
- The Boys Next Door
- Bruce Gilbert
- Butthole Surfers (od 1983)
- Buzzcocks

### C
Chris Liebing
- Cabaret Voltaire
- Can
- Can - Solo Projects
- Caspar Brotzman
- Chris Carter
- Ciccone Youth
- Citizens Utilities
- Client
- Common Language
- Compufonic
- Crime & The City Solution
- Cristian Vogel
- Cutlass Supreme

### D
- D.A.F.
- Dark Horse
- Darren Price
- Dave Gahan
- Deadbeat Society
- Debasser
- Depeche Mode
- Desert
- Desiya
- Diamanda Galás
- Die Doraus Und Die Marinas
- Die Krupps
- Dinosaur Jr.
- DJ Cake
- DJ Massive
- DJ Quicksilver
- Dome
- Doof
- Duet Emmo

### E
- Earnest Honest
- Earth
- Easy
- Echoboy
- Ed Tomney
- Einstürzende Neubauten
- Elevation
- Emmanuel Top
- Erase Errata
- Erasure
- Exit 100

### F
- Fad Gadget
- Fawn
- Foil
- Fortran 5
- Frank Tovey
- Fushitsusha

### G
- Gary Panther / Jay Cotton
- Glenn Branca
- Goldfrapp
- Graeme Revell
- Grayson Shipley
- G. T. O.

### H
- Hans Weekhout
- Head Of David
- He Said
- Holger Czukay
- Holger Hiller
- Hoodwink
- Horsepower
- Hovercraft

### I
- Indika
- Inertia
- Inspiral Carpets
- Intergang
- Irmin Schmidt
- I Start Counting

### J
- Jamez
- JB3
- Joe Coleman
- John Came
- Juno Reactor

### K
- Kaito
- Karl Axel Bissler
- Keiji Haino
- Kendall Turner Overdrive
- Kolaborators
- Komputer

### L
- Labradford
- Laibach
- Lee Ranaldo
- Liaisons Dangereuses
- Liars
- Looper
- Lopez
- Lost
- Luke Slater
- Lunachicks

### M
- Mark Stewart
- Martin Lee Gore
- Massona
- Maxine
- Mekons
- Meloboy
- Merry Band Of Pranksters
- Merzbow
- Michael Gibbs
- Mick Harvey
- Mike Wells
- Miranda Sex Garden
- Miss Kittin
- Mkultra
- Moby
- Modey Lemon
- Monte Cazazza
- Mother Goose
- Motor
- Mountaineers
- Mr Peppermint

### N
- Needledust
- Network
- Neuronic
- Nick Cave and the Bad Seeds
- Nimrod
- Nitzer Ebb
- NON/Boyd Rice

### O
- Ohi Ho Bang Bang
- Oscar G
- Otomo Yoshihide & Yamatsuka Eye

### P
- Pan American
- Pan Sonic
- Parallax
- Peach
- Perplexer
- Phew
- Phill Niblock
- Pimp
- Pink Grease
- Piquet
- Plastikman
- Polaris
- Pole
- Pussy Galore

### R
- Raincoats
- Rancho Diablo
- Rapeman
- Raymond Pettibon
- Recoil
- Renegade Soundwave
- Richard H. Kirk
- Richie Hawtin
- Robert Gorl
- Robert Rental
- Robert Williams
- Robotman
- Rosa Mota
- Runner

### S
- Si Begg
- S. I. Futures
- Silicon Teens
- Simon Bonney
- Simon Fisher Turner
- Slick Sixty
- Sonic Youth
- Soul Center
- Space DJz
- Speedy J
- Spell
- Spirit Feel
- SPK
- Station 17
- Stephen Mallinder
- Steve Stoll
- Stretcheads
- Suicide
- Sunkissed
- Sun Ra
- Swell Maps

### T
- Tatabox Inhibitors
- The Birthday Party
- The Brain
- The Charles Gayle Trio
- The Hafler Trio
- The Normal
- The Residents
- These Immortal Souls
- Thirty Ought Six
- Thomas Leer
- Throbbing Gristle
- Tim Baker
- Tim Wright
- Toenut
- Totalis
- T. Raumschmiere
- Tungsten

### U
- Umek
- Unity 3
- Ut

### V
- Vainio // Vega
- Various (Blast First)
- Various (Future Groove)
- Various (Mute)
- Various (novamute)
- Various (Rough Trade Shops)
- Various (Sonic Mook Experiment)
- Various (The Fine Line)
- Various (The Grey Area)
- Vic 20 & Sinclair
- Vince Clarke & Paul Quinn
- Vincent Clarke & Martyn Ware
- Virgin Prunes
- Voodoo Child

### W
- Warlocks
- Westbam
- West London Deep
- Williams Fairey Brass Band
- Wir
- Wire
- Wired

### X
- X-101

### Y
- Yazoo

### Z
- Zoviet France